# 張空逸
張空逸（1891年—1937年11月），原名毅，字大杰。湖南省醴陵縣王仙鎮樟樹村人。他為抗日戰爭期間陣亡的中國軍方高級將領之一。

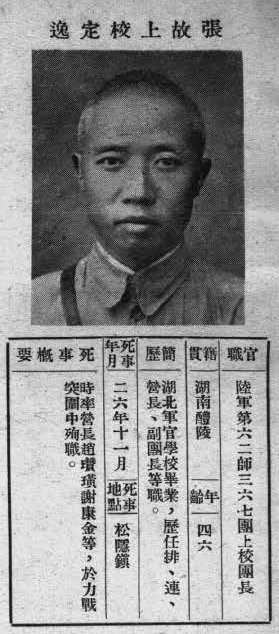
《抗戰軍人忠烈錄》（第一輯）中的張空逸烈士遺像

## 生平[1]
湖北軍官學校畢業。1937年，任陸軍第六十二師第一百八十四旅第三百六十七團團長。抗戰爆發後，率部松隱鎮阻敵，與日軍展開激戰。9日清晨，被日軍包圍，在與敵激戰中，不幸壯烈成仁。